# Хайбун
Хайбун (яп. 俳文, букв., сочинения хайкай) — это прозиметрическая литературная форма, возникшая в Японии, сочетающая прозу и хайку. Хайбун может включать в себя автобиографию, дневник, эссе, стихотворение в прозе, рассказ и путевой очерк.

## История
Термин «хайбун» впервые был использован японским поэтом 17-го века Мацуо Басё в письме своему ученику Кёраю в 1690 году. Басё был выдающимся ранним писателем хайбунов, нового тогда жанра, сочетающего классические прототипы, жанры китайское прозы, народные темы и язык. Он писал путевые заметки в жанре хайбун во время путешествий, самым известным из которых является Oku no Hosomichi (Поездка в Оу).
Более короткие хайбуны Басё включают включают путевые очерки, зарисовки персонажей, пейзажные сцены, анекдотические зарисовки и случайные записи, написанные в честь определённого покровителя или события.
Традиционный хайбун обычно представлял собой краткое описание места, человека или предмета, дневник путешествия или ряд событий из жизни поэта. Хайбуны продолжали писать более поздние поэты хайкай, такие как Ёса Бусон, Кобаяси Исса и Масаока Сики.

## Характеристики
Хайбун может описывать сцену или особое событие в описательной и объективной манере, или его действие может разворачиваться в полностью вымышленном, фантастическом пространстве. Сопутствующее хайку может иметь прямое или опосредованное отношение к прозаической части произведения и охватывать или намекать на суть того, что описано в ней.